# Bóka Bendegúz
Bóka Bendegúz (Veszprém, 1993. október 2. –) magyar válogatott kézilabdázó. Jelenleg a Balatonfüredi KSE játékosa.

## Pályafutása
A Balatonfüred saját nevelésű játékosa, 2011-ben mutatkozott be az első csapatban, és 2016-ig ott is játszott. 2015. december 23.-án jelentették be, hogy a következő szezontól a Szeged játékosa lesz, amellyel egy plusz kétéves szerződést írt alá. Nyáron csatlakozott a csapathoz, melyben a 77-es mezszámot viselte. A svéd Jonas Källman mögött a csapat második számú balszélsője volt, azonban a szezon közben megsérült, így kevés játéklehetőséghez jutott, szerződését az év végén nem hosszabbították meg. 2017 őszétől újra a Balatonfüred játékosa.
2014 márciusában került be először a felnőttválogatott keretébe, ahol be is mutatkozott. Abban az évben vált a Balatonfüred állandó kezdőjévé, az alapszakaszban 23 mérkőzésen 39 gólt szerzett.
Tagja volt a 2021-es világbajnokságon 5. helyezett csapatnak.